# Pandeyan (Tasikmadu)
Pandeyan is een bestuurslaag in het regentschap Karanganyar van de provincie Midden-Java, Indonesië. Pandeyan telt 4798 inwoners (volkstelling 2010).